# Ocimar Versolato
Ocimar Versolato (São Bernardo do Campo, 1 de abril de 1961 — São Paulo, 8 de dezembro de 2017), foi um estilista brasileiro. Começou sua carreira em 1994, em Paris ..

## Biografia
De ascendência brasileira-italiana, mudou-se para Paris em 1987. Após anos de estudo e trabalho, abriu seu próprio ateliê de haute couture e apresentou sua primeira coleção em março de 1994. Foi o primeiro brasileiro a dirigir uma maison de Haute Couture - a Lanvin-, no final dos anos 1990.
Já fez figurinos para cinema e vestiu atrizes e cantoras.
No ano de 2005 lançou seu primeiro livro, Vestido em Chamas . No livro, conta também toda sua trajetória desde quando decidiu que queria ser estilista ainda com 13 anos e todas as dificuldades que enfrentou para tornar o sonho realidade.

### Ocimar Versolato Cosmetics
Ocimar Versolato lançou em 2009 a rede de franquias e vendas via internet Ocimar Versolato Cosmetics após dois anos e meio de desenvolvimento  . 

#### Morte
Ele havia sofrido um AVC no início da semana. Na madrugada de segunda, 04, ele teria ido à farmácia perto de casa para comprar um medicamento quando sofreu um acidente vascular cerebral (AVC).